# Heike Kati Barath
Heike Kati Barath (* 1966 in Vaihingen an der Enz) ist eine deutsche Malerin.

## Biografie
Barath studierte von 1990 bis 1991 an der Koninklijke Academie voor Schone Kunsten in Gent. Danach bis 1998 an der Kunstakademie Münster bei Rainer Barzen, Ingrid Roscheck und Ulrich Erben. Von 2008 bis 2012 hatte sie einen Lehrauftrag an der Kunstakademie Münster. 2012/2013 lehrt sie an der Hochschule für Künste Bremen. Sie lebt und arbeitet in Berlin.
Barath malt vor allem auf großformatigen Leinwänden. Neben Öl und Lack verwendet sie Acrylfugendichter und Bauschaum. Ihre stark farbigen Bilder zeigen zu einem großen Teil Porträts, aber auch fiktiv Gegenständliches. Großen Farbflächen stehen dabei diffizile Ausarbeitungen gegenüber.
Neben den Ölbildern entstehen Papierarbeiten. In Ausstellungen sind oft temporäre Wandzeichnungen zu sehen.

## Stipendien/Preise
- Schloss Ringenberg Stipendium der Derik-Baegert-Gesellschaft e. V., 1999
- Arbeitsstipendium der Stiftung Kunstfonds Bonn, 1999
- Friedrich-Vordemberge-Stipendium der Stadt Köln, 1999
- Raimund Lehmkul – Förderpreis des Rotary-Club Köln-Ville, 2005
- Karl Ernst Osthaus-Preis der Stadt Hagen, 2017

## Werke in Sammlungen
Sammlung Columbus, Ravensburg; Sammlung Falckenberg, Hamburg; Sammlung Goetz, München; Sammlung V. Kölsch, Bielefeld; Sammlung A. Konopek, Solingen; Sammlung Olbricht, Essen; Sammlung Museum Pfalzgalerie Kaiserslautern, Sammlung des Landes Nordrhein-Westfalen (Ministerium für Städtebau und Wohnen, Kultur und Sport); Sammlung Xi’an Art Museum, China

## Ausstellungen

### Einzelausstellungen (Auswahl)
- Patricia Sweetow Gallery, San Francisco (mit Ramekon O´Arwisters), 2018
- Mal, Osthaus Museum Hagen, 2017
- Ein Rest bleibt immer, studio im Hochhaus, Berlin (mit Sonja Alhäuser), 2017
- auf der anderen Seite, Kunstverein Ulm, 2016
- nicht jetzt, Galerie Roy, Zülpich, 2016
- mitten unter, Galerie Mark Müller, Zürich, 2015
- Betwixt and between, Galerie Cokkie Snoei, Rotterdam (mit Koes Staassen Objects of desire), 2015
- Du auch hier, Von der Heydt Kunsthalle, Wuppertal, 2014
- Bilder für Neu-Hohenschönhausen, Projekt im öffentlichen Raum, Berlin, 2014
- Nun gut, wer bist du denn, Städtische Galerie Delmenhorst, 2014
- Nachtgelee, Essenheimer Kunstverein, Essenheim (mit Sonja Alhäuser), 2014
- Der Himmel drüber bleibt wunderbar., Kunstverein Münsterland, Coesfeld, 2013
- I love Pubertät, Kunstverein Schwerin, 2012
- mannomann, Galerie Mark Müller, Zürich, 2012
- Stubenhocker, Galerie Gundolf Roy, Zülpich (mit C.A. Wertheim), 2012
- Stunden später, Fuhrwerkswaage Köln, 2011
- Sie sind hier, Museum Pfalzgalerie Kaiserslautern, 2011
- Weihnachtspause, Institut für moderne Kunst Nürnberg, 2011
- Hausfreunde, Kunsthaus Essen, 2010
- Wursthorst, Museum Baden, Solingen, 2009
- schuggaschwips, Refugium, Berlin (mit Sonja Alhäuser), 2009
- Házibuli, Galerie Cokkie Snoei, Rotterdam/Amsterdam, 2009
- spastic with cheer, Kunstverein Schwerte (mit Paul McDevitt), 2009
- nimm doch, Magazin4, Bregenzer Kunstverein, 2008
- kommst du, Columbus Art Foundation/Halle 14, Spinnerei Leipzig, 2008
- das dritte Zimmer, Galerie Mark Müller, Zürich (mit Joachim Bandau), 2008
- Hoop!, artothek Köln (mit C.A.Wertheim), 2008
- crox 249, Croxhapox, Gent (mit Oliver Schulze) 2008
- Lumbago auf Eis, MÖMA Mönchengladbach (mit Sonja Alhäuser), 2007
- zu Gast im Hause Müller, Galerie Mark Müller, Zürich (mit Markus Weggenmann), 2007
- Stichting RC de Ruimte, Ijmuiden (mit C.A. Wertheim), 2007
- Hirschmann, Galerie Cokkie Snoei, Rotterdam, 2007
- Galerie Luis Campaña, Köln, 2004
- Cohan Leslie and Browne, New York, 2003
- Blond in Lingen, Kunstverein Lingen Kunsthalle, 2003
- Galerie Luis Campaña, Köln, 2003
- Eye-Toys, Galerie Cokkie Snoei, Rotterdam (mit C.A. Wertheim), 2003
- Kunstverein Hasselbach, Westerwald, 2003
- Hast Du Lust?, Mannheimer Kunstverein, 2001
- Galerie Luis Campaña, Köln, 2001
- hin und weg, Städtische Galerie Gladbeck (mit Sonja Alhäuser), 2001
- Zungenschlag, Positionen zur Malerei, Ausstellungsraum Münster, 2000
- Spaghettikopf, Kulturforum Alte Post, Neuss, 1999
- Küß Mich, Junge Kunst e.V., Wolfsburg, 1999

### Gruppenausstellungen (Auswahl)
- DIE GESTE Meisterwerke aus der Sammlung Peter und Irene Ludwig, Ludwig Galerie Schloss Oberhausen, 2018
- Kaleidoskop Woprswede, Große Kunstschau Worpswede, 2018
- Kunst im Wohnraum Essen, bei Lambrecht–Wagenitz, Essen, 2018
- Alles!, studio im Hochhaus, Berlin, 2018
- Stammtisch, Galerie Roy, Zülpich (mit C.A. Wertheim und Gästen), 2018
- Nordwest zeitgenössisch, Kunstmuseum Bremerhaven, 2017
- FaceTime, Galerie Roy, Zülpich (+ C.A. Wertheim & Gästen), 2017
- Don´t forget to put flowers in your hair, Galerie Hartwich, Sellin auf Rügen, 2017
- Tango Them Basel, Galerie Mark Müller, Zürich, 2016
- karoshi, Künstlerhaus Sootbörn, Hamburg, 2016
- De dingen de baas, Kunsthal 45, Den Helder, 2016
- Fe(e)st, Galerie Roy, Zülpich (mit C.A. Wertheim und Gästen), 2016
- Hallo daar!, de-Passages, Haarlem, 2016
- Political correctness?, Kunsthalle Palazzo, Liestal, Schweiz, 2015
- construct!, Projektraum Deutscher Künstlerbund, Berlin, 2015
- Een perfecte wandeling, De Meerset e Hofddorp eingeladen von de-Passages, Niederlande, 2015
- absprung, marie wolfgang – Werkstatt und Praxis Gegenwärtiger Kunst[1], Essen eingeladen von Denis Bury, 2015
- Der besondere Blick-Künstler als Sammler, Kunstverein Wilhelmshöhe, Ettlingen, 2015
- Momentum Bnd, Bonnefanten Roermond, Roermond, Niederlande, 2015
- Kunst + Werk Spezial, Ausstellungsprojekt der Klasse Barath auf dem Recyclinghof becker + brügesch, Bremen eingeladen von Sigrid Sander, 2015
- Aquarell Happening, Mehlerhaus Tux eingeladen von Christian Stock, 2015
- 1+1=22, Galerie Roy, Zülpich (mit C.A. Wertheim und Gästen), 2015
- Sie griff in den Tomatensalat und schob sich ein Stück Rot in den Mund, Galerie Häusler Contemporary München, eingeladen von Jörg van den Berg, 2014
- Artist´s Proof, Cokkie Snoei, Rotterdam, 2014
- Das Buch, Galerie Roy, Zülpich (mit C. A. Wertheim und Gästen), 2014
- Weltinnenraum, De Vishal, Haarlem eingeladen von Margreet Bouman und Ronald Ruseler, 2014
- Universum Achterhoek, Espace Enny, Laag Keppel eingeladen von de-Passages, 2014
- As tears go by, Galerie Cokkie Snoei, Rotterdam, 2013
- Kunstmeile Wangen, 2013
- Es war einmal…, Alter Botanischer Garten München, RischArt Projekt, 2013
- Drinnen binnen buiten draußen, Galerie Roy, Zülpich und Kers Gallery, Amsterdam (mit C.A. Wertheim und Gästen), 2013
- Snail Salon, kuratiert von Adrianne Rubenstein, Regina Rex, New York, 2013
- Greenbaum and Rubenstein Presents: Forget About the Sweetbreads, James Fuentes, New York, 2013
- Zeitgespenster. Erscheinungen des Übernatürlichen in der zeitgenössischen Kunst, Museum Morsbroich, Leverkusen, 2012/2013
- Unheimliches Heim, Corridor/Gangurinn, Reykjavík, 2012
- Muse, Aliseo Art Projects, Wolfach, 2012
- Ab in die Ecke!, Städtische Galerie Delmenhorst, 2012
- facing reality, AKI Gallery, Taipeh, Taiwan, 2012
- Das Selbst im Kopf, Museum Pfalzgalerie, Kaiserslautern, 2011
- Verbrechen und Bild, Künstlerverein Walkmühle Wiesbaden, Ringstube Mainz, 2011
- Künstler der Galerie Mark Müller, Galerie Mark Müller, Zürich, 2011
- 2010 – Deutsche zeitgenössische Kunstausstellung, Xian Art Museum, Xian, China, 2010
- squatting, Temporäre Kunsthalle Berlin, 2010
- SCHWARZ, Märkisches Museum (Witten), 2010
- Aus fernen Welten, Kunst- und Museumsbibliothek im Museum Ludwig, Köln, 2009
- Bildschön. Schönheitskult in der aktuellen Kunst, Städtische Galerie Karlsruhe, 2009
- 10 Jahre Junge Kunst in Wolfsburg, Junge Kunst, Wolfsburg, 2008
- achthundertfünfzig, 10. RischArt Projekt, München, 2008
- paar / unpaar, Kunstverein Pforzheim, 2008
- die Präsenzproduzenten, Columbus Art Foundation, Ravensburg, 2007
- Contemporary European Painting, Frissiras Museum, Athen, 2005
- Beijing Biennale, Peking, 2005
- Ulrich Erben und 4 Positionen zu Malerei, Krefelder Kunstverein, 2005
- Luxus, Stille, Lust., Stadtmuseum Bautzen, 2004
- Zeichnungen, Kunstverein Wilhelmshöhe Ettlingen, 2004
- Herbarium der Blicke, Bundeskunsthalle, Bonn, 2004
- Hands up, baby, hands up, Oldenburger Kunstverein, 2004
- Kein Ort, nirgends, Kunstverein Freiburg, 2002
- Beautiful Life?, Contemporary Art Center, Art Tower Mito, Ibaraki, Japan, 2002
- Kabinett der Zeichnung, Kunstverein Düsseldorf, Kunstverein Lingen, Kunstsammlung Chemnitz, Kunstverein Stuttgart, 2000
- One of those Days, Mannheimer Kunstverein, 2000
- Mode of Art, Kunstverein Düsseldorf, 1999